# 바를러헤르토흐

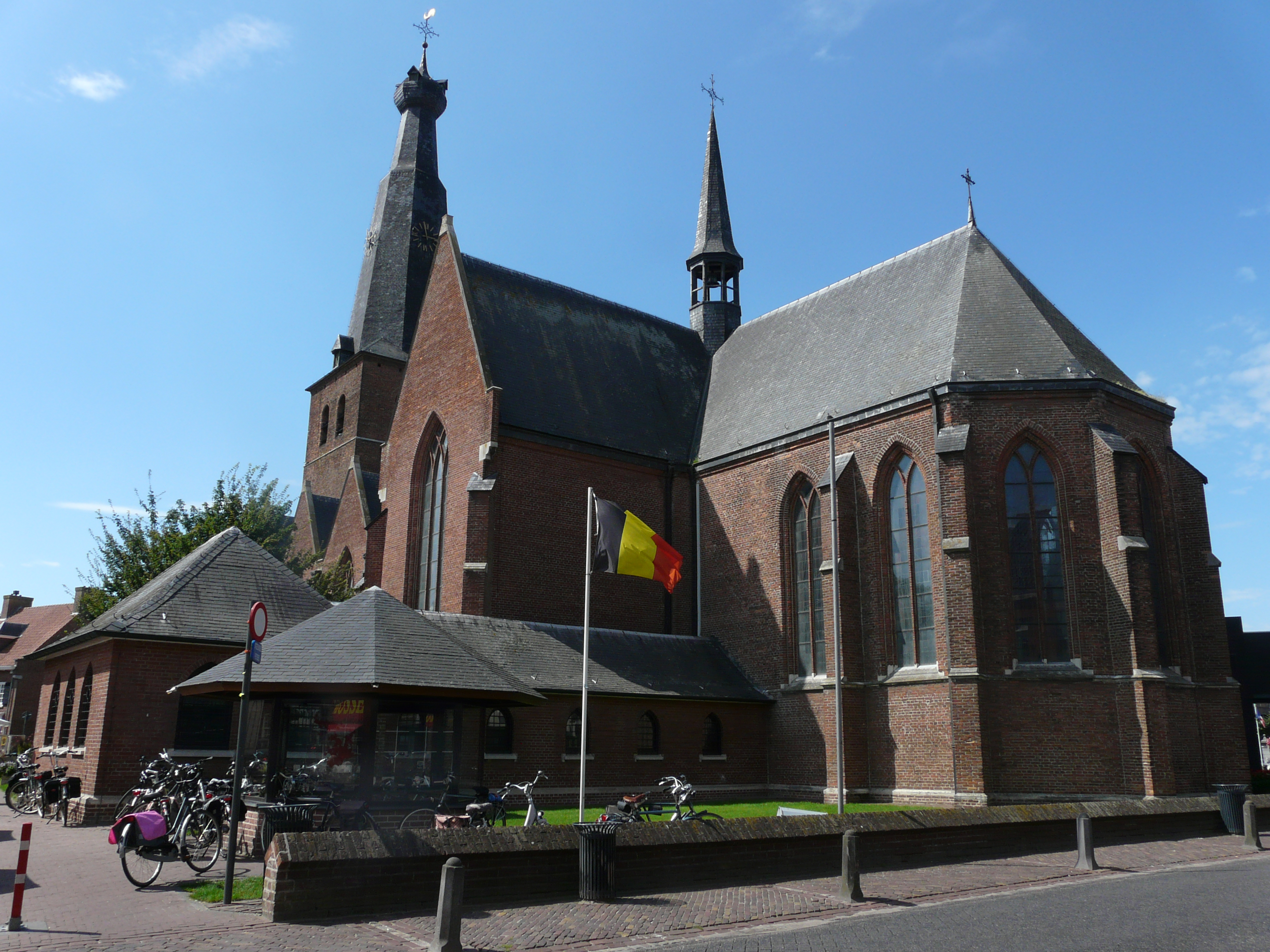
바를러헤르토흐의 시가지

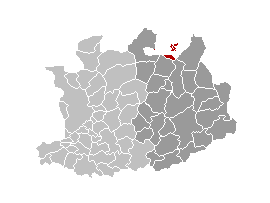
지도 맨 위의 붉은 색 부분

바를러헤르토흐(네덜란드어: Baarle-Hertog)는 벨기에 안트베르펜주의 읍으로, 면적은 7.48 km2, 인구는 2,600여 명이다. 이 곳은 바를러 지역 중 벨기에 영역으로, 바를러 지역의 네덜란드 영역은 바를러나사우(Baarle-Nassau)라고 한다.

## 개요
바를러헤르토흐는 '본토' 부분인 존더레이헌(Zondereigen, 4.8 km2)과 네덜란드 영토에 둘러싸인 22개의 크고 작은 월경지(2.632 km2)로 구성되어 있다. 또, 바를러헤르토흐의 월경지 안에는 네덜란드 영토인 2중월경지가 7개(가장 큰 월경지 안에 6개, 두 번째로 큰 월경지 안에 1개) 있으며, 벨기에 본토에 위치한 존더레이헌 안에도 네덜란드의 월경지가 1개 있다.
벨기에와 네덜란드 국경에 걸쳐 있는 집이나 식당은 출입문을 기준으로 국적이 결정된다.

## 시설
벨기에 쪽 회사인 텔레넷(Telenet)/엘렉트라벨(Electrabel)이 양쪽 바를러 모두에 전기와 텔레비전 방송을 공급한다. 텔레넷(Telenet)은 네덜란드 매체법상 금지된 광고를 방영한다. 전화는 바를러 전역에 걸쳐서 KPN 텔레콤(KPN Telecom)과 벨가컴(Belgacom)이 같이 공급한다. 벨기에나 네덜란드 쪽에서 서로 지역 통화요금으로 전화를 걸 수 있다.

## 같이 보기
- 바를러
- 바를러나사우